# St. Michael (Harlanden)

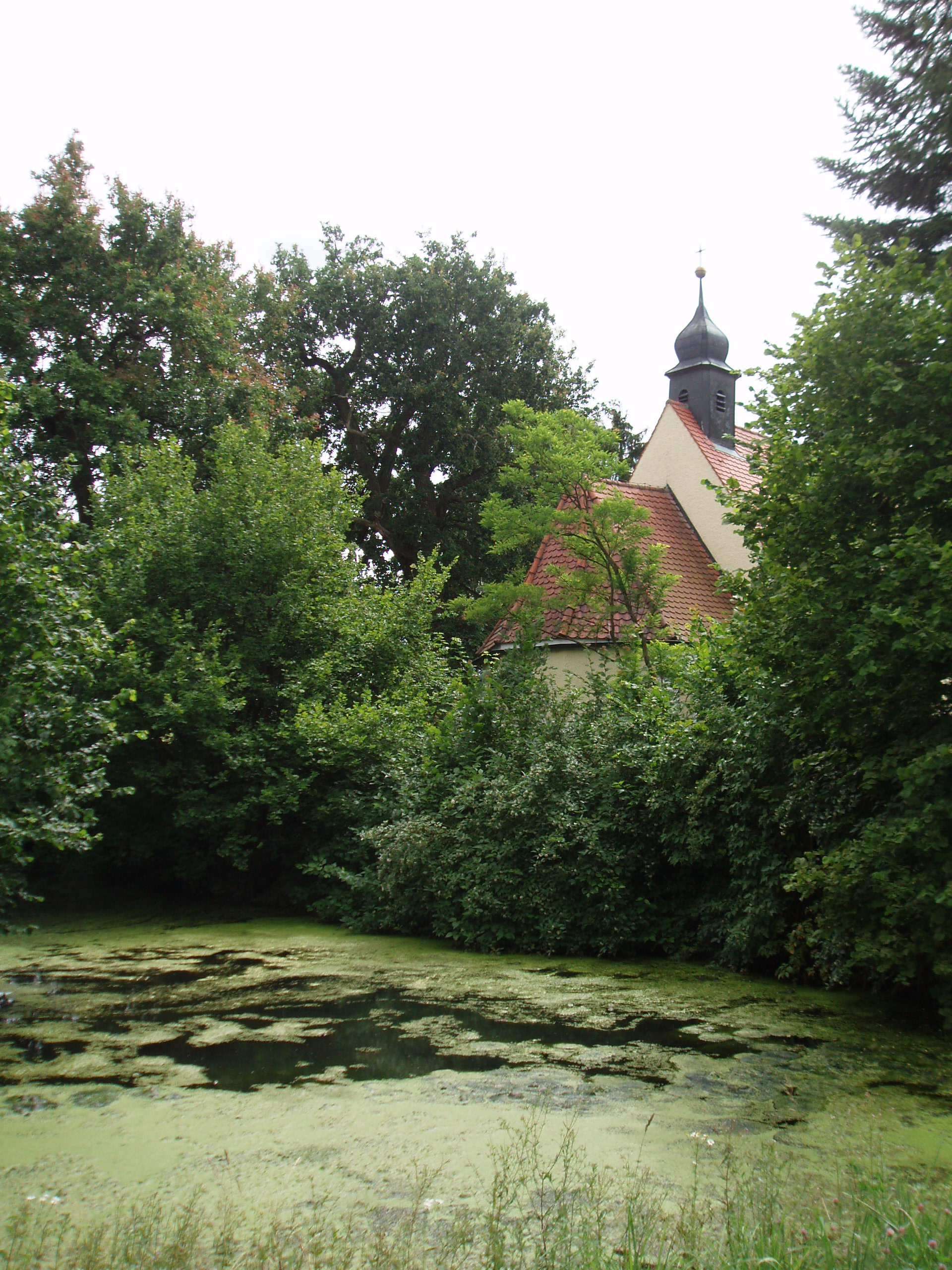
St. Michael in Harlanden

Die Filialkirche St. Michael ist die katholische Dorfkirche von Harlanden (Oberbayern). Ein Neubau erfolgte 1678. Bei der Weihe im Jahr 1709 erhielt die Kapelle als Patron St. Michael.

## Beschreibung
Das Altargemälde zeigt den Erzengel Michael als Kämpfer mit dem Drachen; es stammt von 1758 von einem „C. F.“ in Neustadt an der Donau. Nach der Säkularisation 1803 retteten zwei Bauern die Kirche vor dem Abbruch durch Ankauf. 1812 wurde die Kirche repariert und der Dachreiter mit Kuppel von Westen nach Osten versetzt; die Glocke goss 1787 Michael Duval in Ingolstadt. 1826 kam ein neuer Kreuzweg in die Kirche, „mit vorzüglicher Genauigkeit und Annehmlichkeit“ gemalt von Maler Fröhlich in Vohburg. Das Altarbild des hl. Leonhard auf dem rechten Seitenaltar ist wahrscheinlich älter als das Hauptaltarbild.